# Leucophyllum coahuilense
Leucophyllum coahuilense är en flenörtsväxtart som beskrevs av James Solberg Henrickson. Leucophyllum coahuilense ingår i släktet Leucophyllum och familjen flenörtsväxter. Inga underarter finns listade i Catalogue of Life.